# Asanoyama Hiroki
 (juin 2025).
Asanoyama Hiroki (朝乃山 広暉, né Hiroki Ishibashi (石橋 広暉, Ishibashi Hiroki) le 1er mars 1994) est lutteur professionnel de sumo venant de la préfecture de Toyama. Il fait partie de l'écurie Takasago. Il commence sa carrière professionnelle au tournoi de mars 2016 et est promu dans la meilleure division en septembre 2017. Il remporte un honbasho en mai 2019, le premier de l'ère Reiwa. Il est promu ozeki en mars 2020, son meilleur classement jusque-là.
À partir de 2021, il descend par 2 fois en 4e division (sandamne), d'abord suspendu 1 an pour avoir enfreint les règles sanitaires liées au COVID-19 puis à cause d'une grave blessure aux genoux, l'empêchant depuis de retrouver son meilleur niveau.

## Enfance
Asanoyama se passionne d'abord pour le handball, où il s'entraine comme gardien. Mais bercé par l'histoire locale d'où est originaire le yokozuna Tachiyama, il se tourne durant le collège vers le sumo,. Après de bons résultats en université, il intègre l'écurie Takasago.

## Carrière de sumo

### Ses débuts
Il commence en 2016 sous la tutelle de l'ancien ōzeki Asashio. Comme la plupart des nouveaux lutteurs, il débute avec son vrai nom de famille. Grâce à ces bons résultats universitaires, il intègre directement la division sandanme pour le tournoi de mars. Il enchaine 3 tournois kachi-koshi et grimpe alors en makushita en septembre. En janvier 2017, il devient champion de la division et est alors promu en juryo et prend désormais le nom d'Asanoyama.
Sa montée en 2ème division fait de lui le seul sekitori de son écurie. C'est un acte important pour son équipe car elle n'était pas restée sans sekitori depuis 1878. Asanoyama dédie sa montée à son entraineur du lycée, décédé peu de temps avant le tournoi d'un cancer.
En mars 2017, pour son premier tournoi en juryo, Asanoyama perd le tournoi au départage et fait de même au tournoi de juillet. Mais ces bons résultats lui permettent d'intégrer la 1ère division en novembre 2017.

### Carrièreen Makuuchi
Pour son premier tournoi en makuuchi en novembre 2017, il obtient le prix spécial de l'esprit combatif. Après des résultats mitigés, il regagne ce prix au tournoi de juillet 2018.

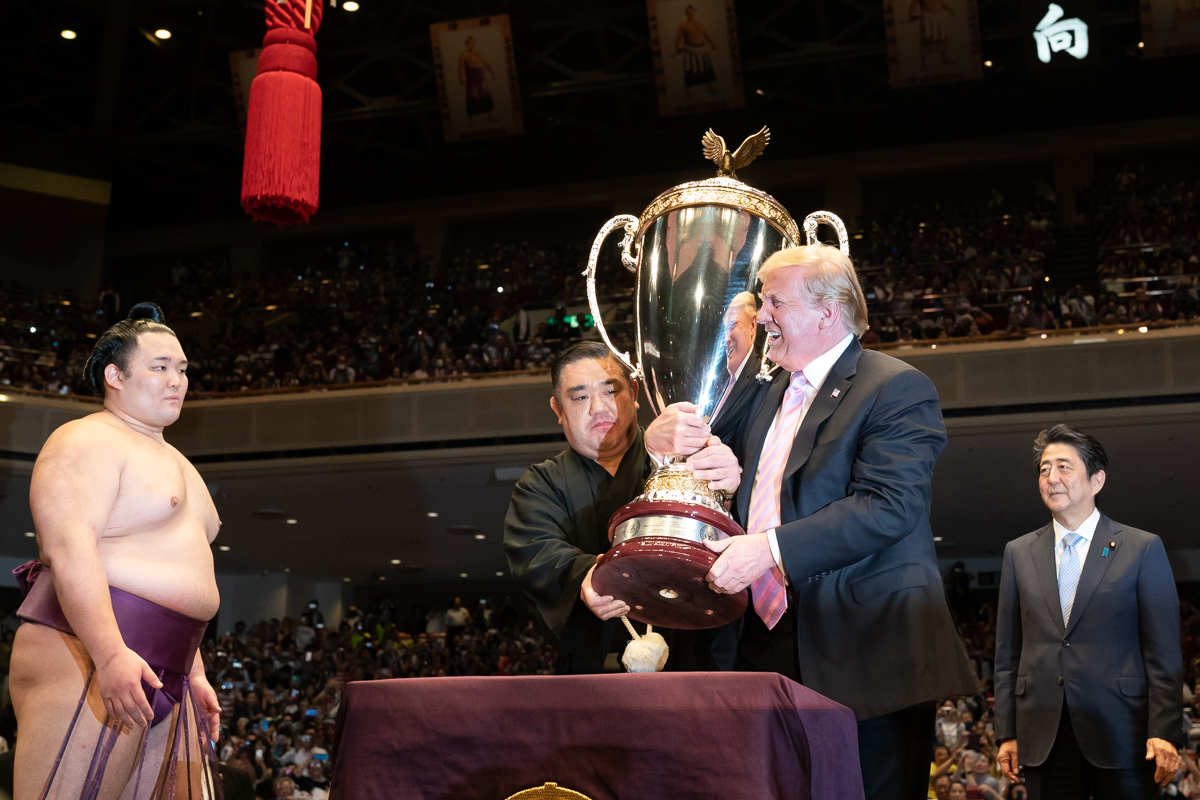
Asanoyama reçoit la Coupe du Président des mains de Donald Trump

Il remporte son premier tournoi en mai 2019, le premier tournoi sous l'ère Reiwa. Sa victoire contre Tochinoshin le 13e jour reste controversé. Il obtient encore le prix de l'esprit combatif et pour la première fois celui de la performance exceptionnelle. Il est le premier champion à recevoir la coupe du Président des États-Unis qui est exceptionnellement remis par Donald Trump.
Lors du tournoi suivant, il finit make-koshi, l'empêchant de devenir san'yaku.En septembre, il gagne son premier kinboshi sur le yokozuna Kakuryu et bat également 2 ozekis. Bien qu'il ne gagne pas le tournoi, il reçoit pour la deuxième fois le prix de la performance exceptionnelle.
Asanoyama Hiroki (朝乃山 広暉, né Hiroki Ishibashi (石橋 広暉, Ishibashi Hiroki) le 1er mars 1994) est lutteur professionnel de sumo venant de la préfecture de Toyama. Il fait partie de l'écurie Takasago. Il commence sa carrière professionnelle au tournoi de mars 2016 et est promu dans la meilleure division en septembre 2017. Il remporte un honbasho en mai 2019, le premier de l'ère Reiwa. Il est promu ozeki en mars 2020, son meilleur classement jusque-là.
À partir de 2021, il est d'abord suspendu 1 an pour avoir enfreint les règles sanitaires liées au COVID-19 puis il enchaine avec une grave blessure aux genoux, l'empêchant depuis de retrouver son meilleur niveau.

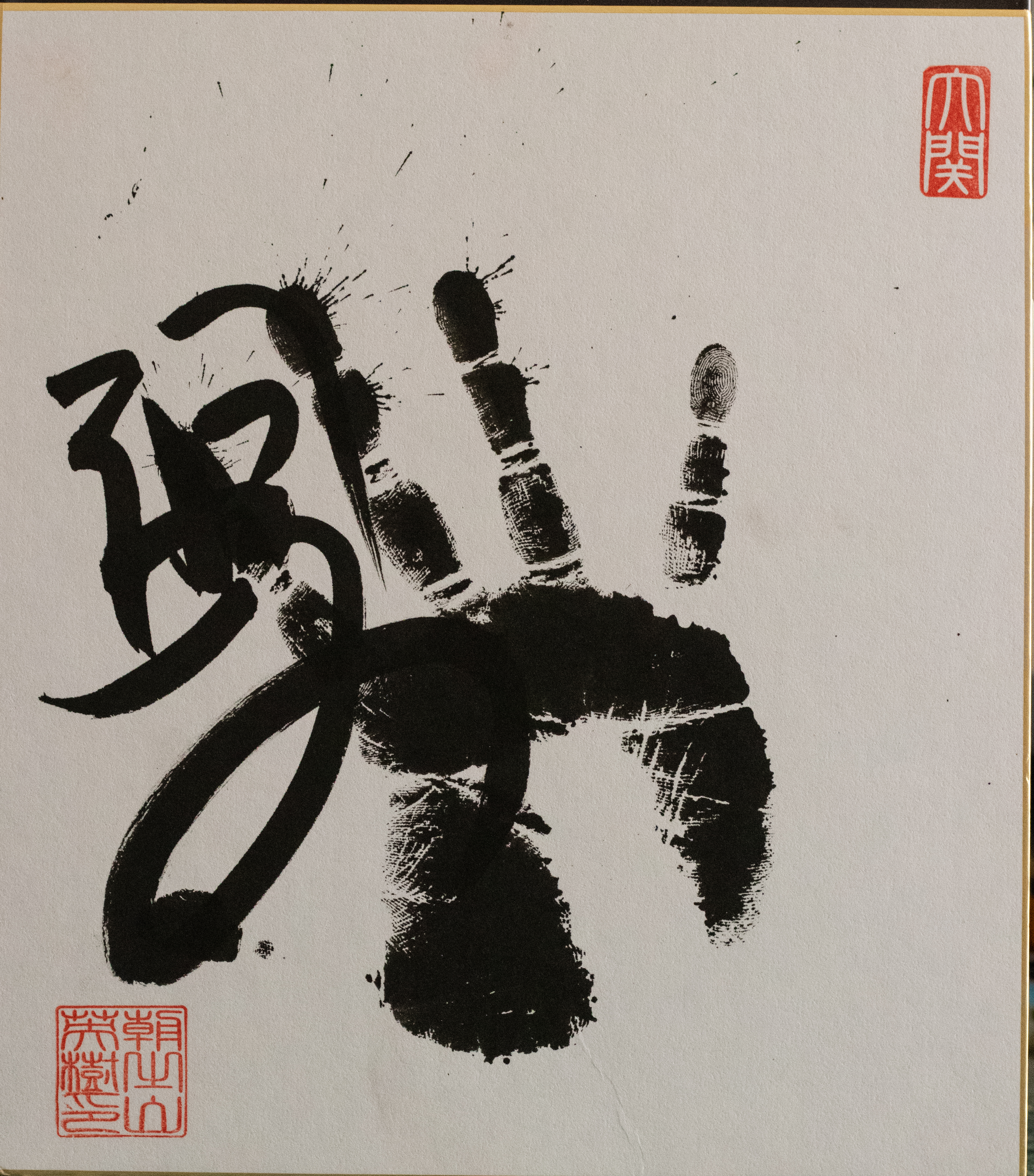
Tegata et signature originale d'Asanoyama

#### Promotion au rang d'ōzeki
Lors du tournoi de janvier 2020, Asanoyama a fait ses débuts en tant que sekiwake finit avec 10 victoires pour 5 défaites. La rétrogradation de Takayasu et la retraite de Gōeidō n'ont laissé qu'un seul ōzeki sur le banzuke de mars pour la première fois en 38 ans, et Asanoyama a déclaré lors d'une conférence de presse le 24 février : « Il y a une autre place disponible pour ōzeki. Je veux profiter au maximum de cette opportunité. » Il termine son tournoi sur un bilan de 11-4, suffisant pour être promu au rang d'ōzeki. L'Association japonaise de sumo l'a officiellement promu le 25 mars.
En novembre 2020, il doit se retirer le 3ème jour du tournoi à cause d'un blessure au deltoïde contracter lors de son premier combat.

### Enquête et suspension
Asanoyama s'est retiré du tournoi de mai 2021 après le jour 11 lorsqu'il est apparu qu'il avait enfreint les protocoles COVID-19. L'Association de Sumo a déclaré qu'Asanoyama avait initialement nié les allégations, qui avaient été rapportées pour la première fois par le magazine Shūkan Bunshun, mais les avait ensuite admises.
Il est reproché à Asanoyama d'avoir fréquenté des boites de nuit et d'être allé au restaurant à plusieurs reprises malgré les mesures de restrictions demandées aux lutteurs.
L'Association de Sumo a infligé à Asanoyama une suspension d'un an (six tournois) du sumo et une réduction de salaire de 50 % pendant six mois jugeant que la punition n'aurait pas été aussi sévère s'il avait admis ce qu'il avait fait en premier lieu. Plus tard, Asanoyama explique qu'il avait menti parce qu'il craignait ce qui se serait passé s'il avait été plus direct à ce sujet.
Cette affaire éclabousse également d'autres membres de son écurie comme son maitre qui subit une réduction de salaire pendant 3 mois ainsi que son ancien maitre Asashio IV qui doit présenter sa démission. Le journaliste l'ayant suivi lors de ces soirées a également été démis de ses fonctions.

### Retour à la compétition et blessures

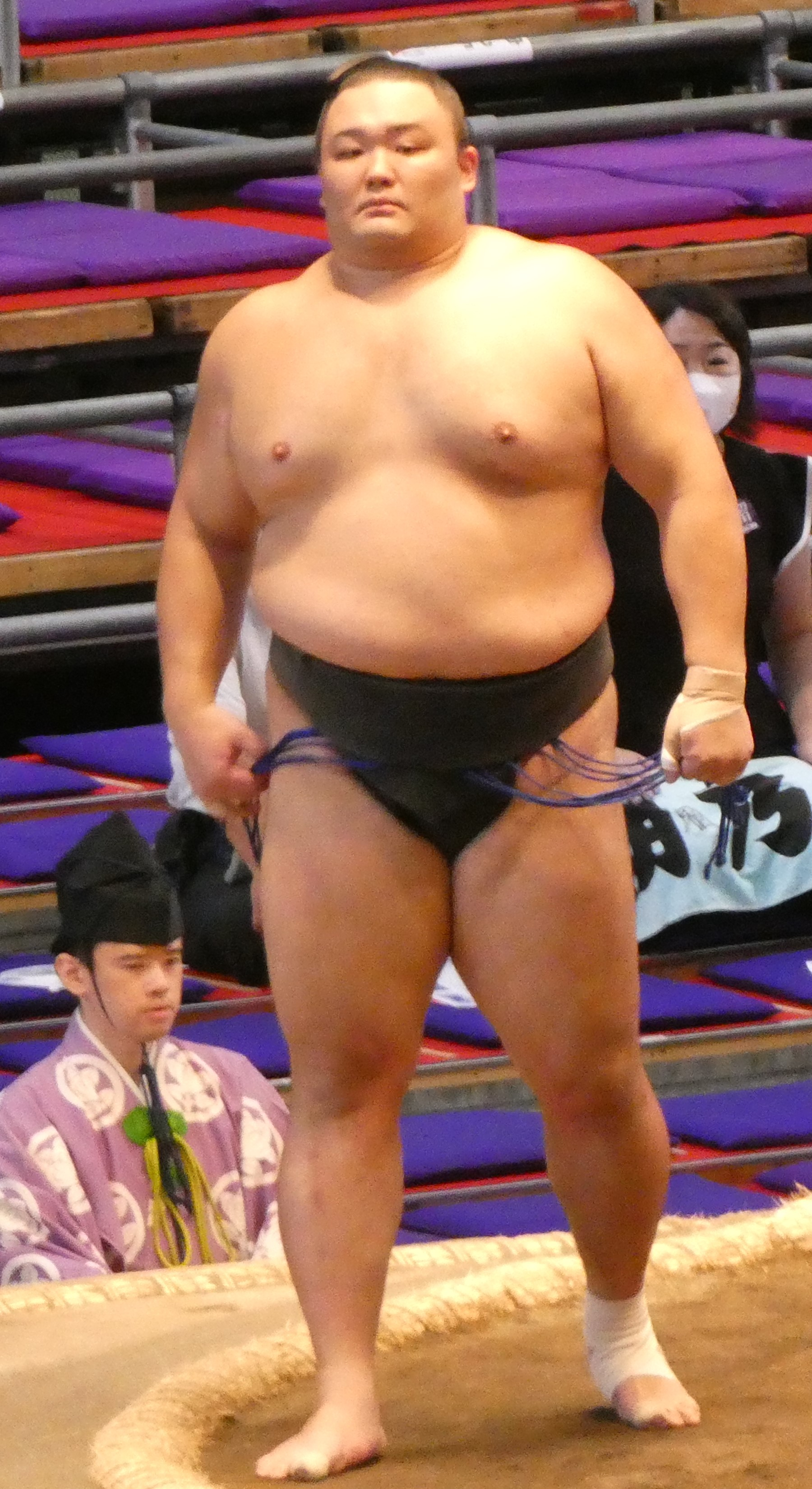
Lors de son tournoi de retour en juillet 2022

Asanoyama revient pour le tournoi de juillet 2022 à Nagoya mais il a été rétrogradé en division sandanme. Pour son retour, il change son prénom de lutteur Hideki par son vrai prénom Hiroki. Il remporte ce tournoi sur un score parfait de 7-0.
Il réintègre la première division moins d'un an après pour le tournoi de mai 2023. Malgré des problèmes physiques répétés, il redevient san'yaku pour le tournoi de mai 2024 en étant promu komusubi. Il ne peut malheureusement pas défendre son rang car il doit abandonner le tournoi à cause d'une blessure au genou droit.
Il tente de reprendre la compétition au tournoi de juillet. Mais au 4e jour, il se blesse à l'autre genou et on lui diagnostique une déchirure du LCA gauche. Il ne peut pas reprendre officiellement la compétition avant le tournoi de mars 2025 le faisant redescendre en sandamne pour la 2e fois. Il exprime son souhait de réintégrer le plus au niveau à nouveau.

## Style de combat
Asanoyama utilise principalement les techniques yotsu qui impliquent la saisie du mawashi. Sa prise préférée est le migi-yotsu, une position du bras droit à l'intérieur et de la main gauche à l'extérieur, mais à partir du tournoi de mars 2020, il diversifie ses prises avec la main gauche à l'intérieur.

## Résultats par basho
| Année | Janvier Hatsu basho, Tokyo           | Mars Haru basho, Osaka               | Mai Natsu basho, Tokyo           | Juillet Nagoya basho, Nagoya         | Septembre Aki basho, Tokyo           | Novembre Kyūshū basho, Fukuoka |
| --- | ------------------------------------ | ------------------------------------ | -------------------------------- | ------------------------------------ | ------------------------------------ | ------------------------------ |
| 2016 | x                                    | Sandanme tsukedashi #100 5–2         | Sandanme de l’Est #66 6–1        | Sandanme de l’Ouest #11 6–1          | Makushita de l’Ouest #36 6–1         | Makushita de l’Est #14 5–2     |
| 2017 | Makushita de l’Ouest #7 7–0 Champion | Jūryō de l’Est #12 10–5–P            | Jūryō de l’Est #7 8–7            | Jūryō de l’Ouest #5 11–4–P           | Maegashira de l’Est #16 10–5 C       | Maegashira de l’Ouest #11 5–10 |
| 2018 | Maegashira de l’Ouest #16 9–6        | Maegashira de l’Ouest #13 8–7        | Maegashira de l’Ouest #12 7–8    | Maegashira de l’Ouest #13 11–4 C     | Maegashira de l’Ouest #5 7–8         | Maegashira de l’Ouest #5 6–9   |
| 2019 | Maegashira de l’Ouest #8 8–7         | Maegashira de l’Est #8 7–8           | Maegashira de l’Ouest #8 12–3 CP | Maegashira de l’Est #1 7–8           | Maegashira de l’Ouest #2 10–5 P★     | Komusubi de l’Ouest #2 11–4 T  |
| 2020 | Sekiwake de l’Est #1 10–5            | Sekiwake de l’Est #1 11–4            | de l’Ouest # –                   | Ōzeki de l’Ouest #1 12–3             | Ōzeki de l’Est #1 10–5               | Ōzeki de l’Ouest #1 1–2–12     |
| 2021 | Ōzeki de l’Est #2 11–4               | Ōzeki de l’Ouest #1 10–5             | Ōzeki de l’Est #1 7–5–3          | Ōzeki de l’Ouest #2 Suspendu 0–0–15  | Sekiwake de l’Est #2 Suspendu 0–0–15 | Maegashira #10 Suspendu 0–0–15 |
| 2022 | Jūryō #4 Suspendu 0–0–15             | Makushita #2 Suspendu 0–0–15         | Makushita #42 Suspendu 0–0–15    | Sandanme de l’Ouest #22 7–0 Champion | Makushita de l’Est #15 6–1           | Makushita de l’Est #4 6–1      |
| 2023 | Jūryō de l’Ouest #12 14–1 Champion   | Jūryō de l’Est #1 13–2               | Maegashira de l’Est #14 12–3     | Maegashira de l’Est #4 8–4–3         | Maegashira de l’Ouest #2 9–6         | Maegashira de l’Est #1 4–4–7   |
| 2024 | Maegashira de l’Ouest #7 9–3–3       | Maegashira de l’Ouest #1 9–6         | de l’Est # Blessure 0–0–15       | Maegashira de l’Est #12 3–2–10       | de l’Ouest # Blessure 0–0–15         | de l’Est # Blessure 0–0–15     |
| 2025 | de l’Ouest # Blessure 0–0–15         | Sandanme de l’Ouest #21 7–0 Champion | Makushita de l’Ouest #14 6–1     | x                                    | x                                    | x                              |
| Résultats sous la forme victoires – défaites – absences Champion du tournoi Vice-champion du tournoi Retraite Divisions inférieures Non-participation Sanshō : C = Combativité ; P = Performance exceptionnelle ; T = Technique Aussi représentés : ★ = Kinboshi ; P = Playoff(s) Divisions : Makuuchi — Jūryō — Makushita — Sandanme — Jonidan — Jonokuchi Rangs Makuuchi : Yokozuna — Ōzeki — Sekiwake — Komusubi — Maegashira |                                      |                                      |                                  |                                      |                                      |                                |